# Volksbank Esslingen

## Geschichte

### Volksbank Esslingen eG
Die Volksbank Esslingen eG war eine Genossenschaftsbank mit Sitz in Esslingen am Neckar, die im Jahr 1926 gegründet wurde. Das Geschäftsgebiet der Volksbank Esslingen umfasste die Städte und Gemeinden Esslingen, Ostfildern und Aichwald.
In den 1980er Jahren gingen die Kemnater Bank sowie die Nellinger Bank in der Volksbank Esslingen auf, da diese beiden ihren Sitz in Teilorten Ostfilderns hatten, wurde für diese beiden Ableger dann die Bezeichnung „Volksbank Ostfildern“ gewählt. Gleichzeitig ging auch die in den nördlichen Stadtteilen Esslingens liegende Wäldenbronner Bank mit der deutlich größeren Volksbank zusammen, die lokale Firmierung wurde aber damals beibehalten. 1993 wurde die 1892 gegründete Ruiter Bank, die Schurwaldbank sowie die Volksbank Hohengehren mit der Volksbank Esslingen verschmolzen. Da auch Ruit ein Teilort von Ostfildern ist, wurde die Firmierung als Volksbank Ostfildern dann auch auf diese Zweigstelle ausgeweitet. 1999 erfolgte die Fusion mit der Esslinger Bank.

### Fusion zur Volksbank Mittlerer Neckar
Im Oktober 2020 fusionierte die Volksbank Esslingen eG rückwirkend zum 1. Januar 2020 mit der Volksbank Kirchheim-Nürtingen eG und der Berkheimer Bank eG zur Volksbank Mittlerer Neckar eG mit Sitz in Esslingen.